# Jean Masson (érudit)
Pour les articles homonymes, voir Jean Masson.
Jean Masson ou Joannes Masson est un pasteur protestant, érudit, critique et chronologiste, né vers 1680 en France, actif aux Pays-Bas et en Angleterre, mort en Angleterre en janvier 1750. 

## Biographie
Jean Masson est le fils de Jean Masson, pasteur protestant de Civray en Poitou et de Cozes dans la province de Saintonge. Après la révocation de l'édit de Nantes en 1685, la famille Masson se réfugie en Angleterre puis s'installe aux Pays-Bas. Jean Masson y est chargé de l’éducation des fils de l’évêque Gilbert Burnet ; il visite les principaux États de l’Europe. De retour en Angleterre, il entre dans le ministère évangélique et obtient plusieurs bénéfices. 
Masson était très versé dans la connaissance des langues, des antiquités, de la numismatique, et il se montra souvent un critique judicieux ; mais il gâta ses qualités par une vanité, par un pédantisme intolérable, et il eut avec plusieurs savants de son temps des querelles littéraires qui furent loin de mettre toujours les rieurs de son côté.

## Œuvres
Il collabore à la revue Histoire critique de la République des lettres tant ancienne que moderne, dirigée par son frère Samuel Masson et son cousin Philippe, publiée de 1712 à 1718 à Utrecht et qui comptera 15 volumes ; il y propose notamment en 1712 une exégèse du Psaume CX, qui a provoqué une polémique, en particulier avec David Martin ; ce dernier publie à Amsterdam en 1715 Le vrai sens du psaume CX, opposé à l'application qu'en a faite à David l'auteur de la Dissertation ins. dans les trois premiers vol. de l'Hist. critique de la république des lettres ; Jean Masson lui répond par ses Remarques apologétiques sur un libelle de M. David Martin contre l'explication littérale du Ps. CX,,.
Il a publié :
- des vies d'auteurs antiques : 
  - Horace : Q. Horatii Flacci vita, Leyde, A. Dyckhuysen, 1708, 374 p. ;
  - Ovide : P. Ovidii Nasonis vita, Amsterdam, veuve de Johannes Jansson, 1708, 242 p.[7] ;
  - Pline le Jeune : C. Plinii Secundi junioris vita, Amsterdam, 1709, XVIII-186 p. ;
- divers écrits sur la chronologie
  - Jani templum Christo nascente reseratum, seu Tractatus chronologico-historicus, Rotterdam, Bernhard Bos, 1700, 411 p. ;
  - Lettres critiques sur la difficulté qui se trouve entre Moïse et Saint-Etienne dans le nombre des descendants de Jacob qui passèrent de Canaan en Egypte, Utrecht, Jean Visch, 1705, 136 p.
  - Annus solaris  antiquus ... naturali suo ordini restitutus, Londres, 1712, in-folio.